# (73972) 1998 BA18
1998 بي أي 18 (ويعرف أيضًا باسم (73972) 1998 بي أي 18 وفق تسمية الكوكب الصغير) (بالإنجليزية: 1998 BA18)‏ هو كويكب ضمن حزام الكويكبات؛ وترتيبه 73972 من حيث الاكتشاف.
اكتُشف هذا الجُرم الفلكي بواسطة سبيس واتش في 22 يناير 1998.

## وصلات خارجية
- (73972) 1998 BA18 في قاعدة بيانات مختبر الدفع النفاث لأجرام النظام الشمسي الصغيرة

- الاكتشاف · مخطط المدار ·  العناصر المدارية · المعلمات المادية

- (73972) 1998 BA18 على موقع ويكي سكاي: DSS2, SDSS, GALEX, IRAS, Hydrogen α, X-Ray, Astrophoto, Sky Map, Articles and images